# Iglesia de la Anunciación (Pinilla de Jadraque)

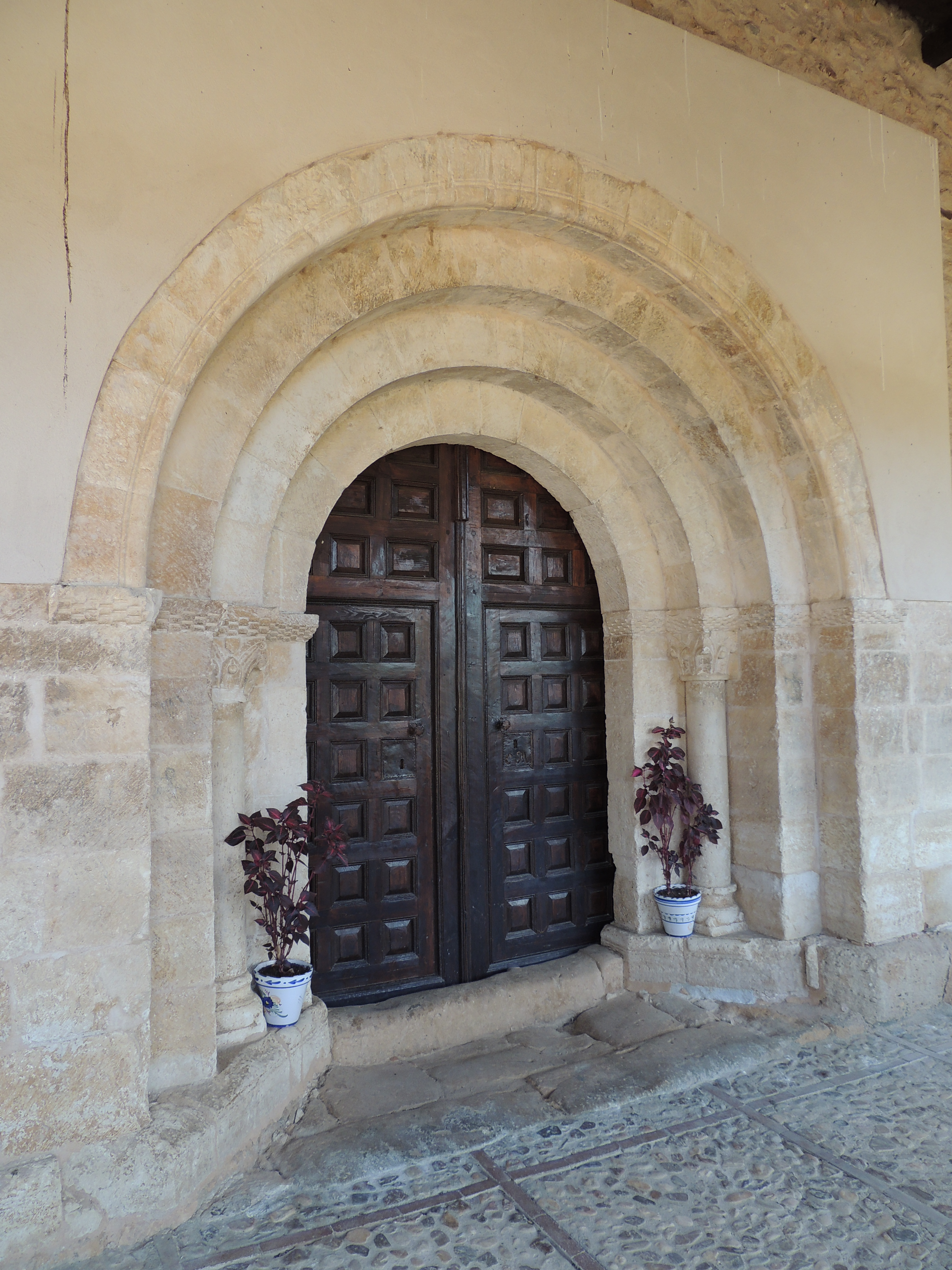
Portada de la iglesia

La iglesia de Nuestra Señora de la Anunciación es un templo católico localizado en el municipio español de Pinilla de Jadraque, perteneciente a la provincia de Guadalajara, en la comunidad autónoma de Castilla-La Mancha. La iglesia fue declarada monumento histórico artístico —antecedente de la figura de bien de interés cultural— el 24 de junio de 1965.
El templo, que constituye uno de los ejemplos más notables del románico rural de la provincia de Guadalajara, conserva un atrio porticado de dos alas y una espadaña con cuatro huecos para campanas. Aunque su construcción se remonta a finales del siglo xii o comienzos del xiii, durante el siglo xvii el edificio se reformó, sustituyéndose la capilla del ábside por otra más amplia.